# Salix glareorum
Salix glareorum — вид квіткових рослин із родини вербових (Salicaceae).

## Морфологічна характеристика
Це невисокий кущ, до 50 см заввишки; стовбур лежачий, не вкорінюється, червоно-коричневий. Гілочки висхідні; молоді гілочки жовто-зелені, запушені, 1-річні гілки каштанового кольору, гладкі, голі. Листкова ніжка 1–3 мм, спочатку ворсинчаста; листкова пластинка лінійна, 5–9 × 2–4 мм, абаксіально (низ) тьмяно-зелена, адаксіально зелена і гола. Жіноча сережка кінцева, на облиствених пагонах, ≈ 10 × 6 мм, ≈ 25-квітковий.

## Середовище проживання
Юньнань. Населяє гірські схили; на висотах 3100–4700 метрів.